# Нортамберленд (Пенсільванія)
Нортамберленд (англ. Northumberland) — місто (англ. borough) в США, в окрузі Нортамберленд штату Пенсільванія. Населення — 3911 особа (2020).

## Географія
Нортамберленд розташований за координатами 40°53′49″ пн. ш. 76°47′41″ зх. д. / 40.89694° пн. ш. 76.79472° зх. д. (40.896976, -76.794644).  За даними Бюро перепису населення США в 2010 році місто мало площу 3,91 км², з яких 3,90 км² — суходіл та 0,00 км² — водойми.

## Демографія
Згідно з переписом 2010 року, у селищі мешкали 3804 особи в 1692 домогосподарствах у складі 1052 родин. Густота населення становила 974 особи/км².  Було 1839 помешкань (471/км²).
Расовий склад населення:
| - 96,2 % — білих - 1,0 % — чорних або афроамериканців - 0,3 % — азіатів - 0,2 % — корінних американців - 1,1 % — осіб інших рас |

До двох чи більше рас належало 1,2 %. Частка іспаномовних становила 2,6 % від усіх жителів.
За віковим діапазоном населення розподілялося таким чином: 19,6 % — особи молодші 18 років, 61,7 % — особи у віці 18—64 років, 18,7 % — особи у віці 65 років та старші. Медіана віку мешканця становила 41,8 року. На 100 осіб жіночої статі у селищі припадало 91,8 чоловіків;  на 100 жінок у віці від 18 років та старших — 89,8 чоловіків також старших 18 років.
Середній дохід на одне домашнє господарство  становив 53 842 долари США (медіана — 47 425), а середній дохід на одну сім'ю — 63 100 доларів (медіана — 55 000). Медіана доходів становила 43 234 долари для чоловіків та 41 234 долари для жінок. За межею бідності перебувало 8,4 % осіб, у тому числі 10,7 % дітей у віці до 18 років та 0,0 % осіб у віці 65 років та старших.
Цивільне працевлаштоване населення становило 1820 осіб. Основні галузі зайнятості: освіта, охорона здоров'я та соціальна допомога — 36,1 %, роздрібна торгівля — 18,7 %, виробництво — 11,0 %, будівництво — 6,5 %.